# ليمبيرغ جوتيريز
ليمبيرغ جوتيريز ماريسكال (بالإسبانية: Limberg Gutiérrez Mariscal) (مواليد 19 نوفمبر 1977 في سانتا كروز) لاعب كرة قدم بوليفي دولي يجيد اللعب في خط الوسط . يلعب حاليا لصالح نادي سترونغيست البوليفي من سنة 2009 .

## روابط خارجية
- ليمبيرغ جوتيريز على موقع الاتحاد الدولي (مؤرشف)  (الإنجليزية)
- ليمبيرغ جوتيريز على موقع إي إس بي إن إف سي (الإنجليزية)
- ليمبيرغ جوتيريز على موقع قاعدة بيانات كرة القدم.إي يو (الإنجليزية)
- ليمبيرغ جوتيريز على موقع ناشيونال فوتبول تيمز (الإنجليزية)
- ليمبيرغ جوتيريز على موقع Soccerway.com (الإنجليزية)
- ليمبيرغ جوتيريز على موقع AS.com (الإسبانية)